# Claude-Louis-Michel de Sacy
Claude-Louis-Michel de Sacy, né le 27 mars 1746 à Fécamp et mort le 13 octobre 1794 à Paris, est un homme politique français, dont l'activité s'exerce pendant la période de la Révolution.

## Biographie
Fils d'un receveur général des fermes du Roi, homme de lettres, il est élu député de la Haute-Garonne à la Convention en 1792. Il vote comme régicide. Il est absent lors de la mise en accusation de Marat le 13 avril.
Envoyé en mission à l'armée du nord il signale à l'assemblée les malversations dont il est témoin. "On demande 1400 livres pour faire faire quelques lieues à la guillotine alors que la machine elle-même ne coûte que onze cents livres"
En 1794, il insiste auprès du comité de salut public pour rendre la vaccination obligatoire.
Commandant le 8e bataillon de la 1re légion du district de Muret.   
Il est mort le 24 vendémiaire an III, (ou 13 octobre 1794) et est remplacé par Lespinasse le 10 germinal an III (30 mars 1795).

## Œuvres
- Dictionnaire universel des sciences morale, économique, politique et diplomatique, ou Bibliotheque de l'homme-d'état et du citoyen (30 volumes, 1777-78). En collaboration avec François René Jean de Pommereul, Jean-Baptiste-René Robinet et Jean-Louis Castilhon.  Texte en ligne
- 150 articles d'Histoire, en partie d'histoire scandinave pour le Supplément à l'Encyclopédie[1].